# 葉山町立葉山中学校
葉山町立葉山中学校（はやまちょうりつ はやまちゅうがっこう）は、神奈川県三浦郡葉山町堀内にある公立中学校。

## 沿革
- 1947年5月3日 - 開校
- 1981年4月1日 - 葉山町立南郷中学校を分離

## 教育方針
校訓「かしこく・やさしく・たくましく」
- かしこく…創意と工夫を働かせ、問題・課題解決に活かせる知性
- やさしく…自然や社会に目を向け、物事に感動し、感謝と思いやりの心を持って人や物に接する温かい心
- たくましく…最後までやりぬき、結果に責任をもつ、くじけぬ強い意志と身体

### 目指す学校像
- 活力に満ちた魅力ある学校
- 安全で安心して学べる温かな学校
- 地域に根ざし、信頼される学校

### 目指す生徒像
- 自ら学び、互いに高め合う生徒
- 思いやりを持ち、互いを認め合う生徒
- 礼儀正しく、心身ともに健全な生徒
- 情報・状況を的確に判断し、自分の考えを発信できる生徒

### 目指す教師像
- 生徒に寄り添い、生徒の良さや意欲を引き出す教師
- 教育に対する情熱と使命感を持ち、常に研鑽に励む教師
- 豊かな人間性と教育愛に満ち、活力ある教師

## 学校行事
- 4月
入学式
- 9月
体育祭
- 10月
合唱コンクール
- 3月
スポーツ大会
卒業式

## 部活動
運動系部活動
- 野球部
- サッカー部
- 陸上部
- テニス部（硬式）
- ソフトボール部
- 卓球部
- バスケット部
- バドミントン部

文化系部活動
- 吹奏楽部
- 美術部
- 科学部

## 学区
- 葉山町
  - 堀内の一部
  - 木古庭
  - 上山口
  - 下山口
  - 一色

## 交通
- JR東日本横須賀線逗子駅から2200メートル